# Bohumil Šofr

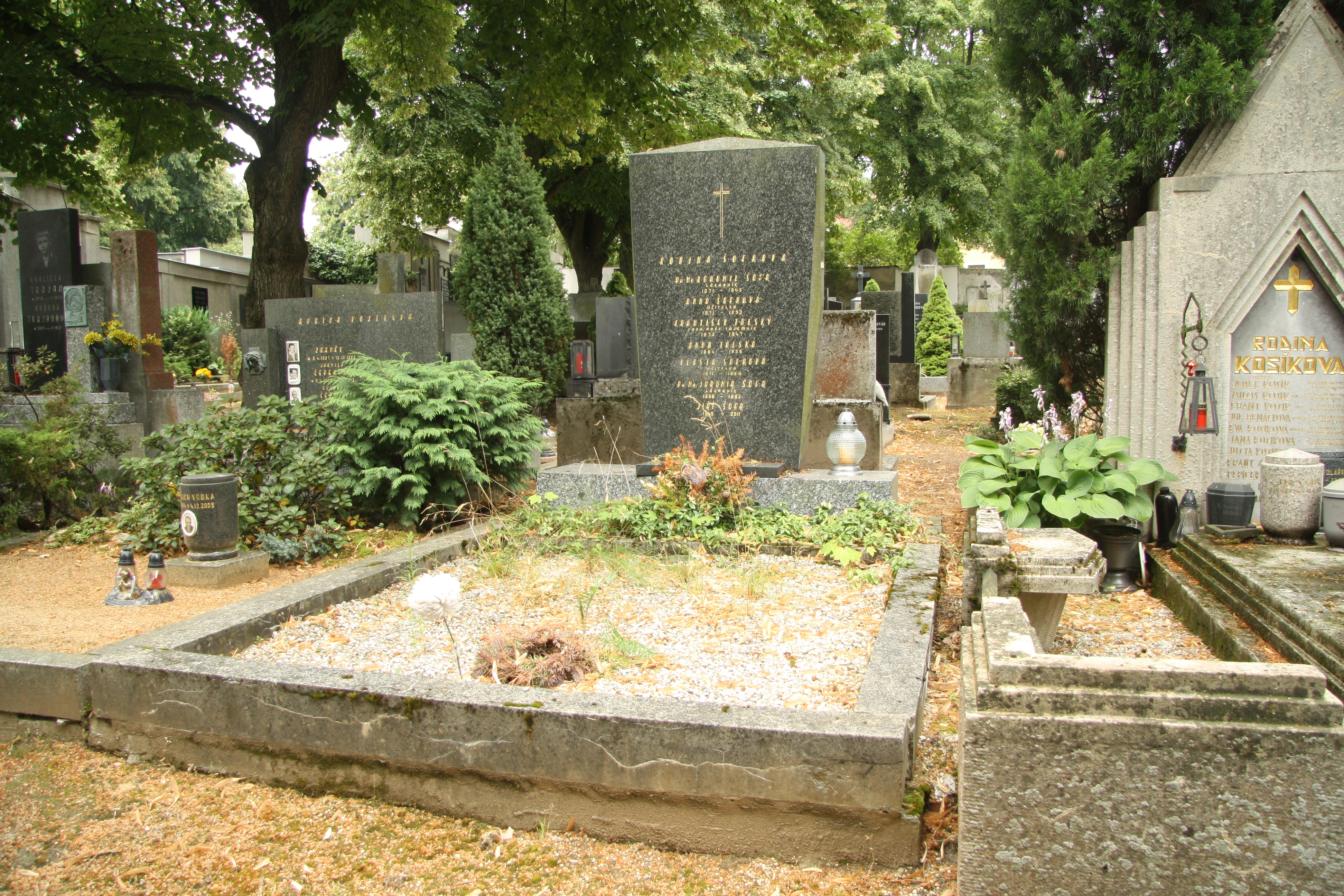
Hrob Bohumila Šofra, Františka Talského a Františka Šofra na Starém Hřbitově v Třebíči

Bohumil Šofr, křtěný Bohumil Karel (14. ledna 1871, Rychnov nad Kněžnou – 12. července 1945, Třebíč) byl český entomolog a lékárník.

## Biografie
Bohumil Šofr se narodil v roce 1871 v Rychnově nad Kněžnou v rodině mistra řeznického Josefa Šoffra a jeho ženy Marie roz. Bekové. Po absolvování základního a středního vzdělání následně vystudoval farmacii na Karlo-Ferdinandově univerzitě v Praze. Někdy kolem roku 1900 začal působit v lékárně v Třebíči, kde mezi lety 1903 a 1909 působil také jako entomolog a sbíral druhy hmyzu, primárně motýly a brouky v oblasti okolo Třebíče. V dalších letech získával druhy hmyzu primárně výměnou. Sbírka byla předána po smrti doktora Šofra do archivu Vysoké školy zemědělské v Brně.